# Filip Damjanović
Filip Damjanović (Belgrado, 2 de julio de 1998) es un futbolista serbio que juega en la demarcación de defensa para el Konyaspor de la Superliga de Turquía.

## Selección nacional
Hizo su debut con la selección de fútbol de Serbia en un partido amistoso contra Estados Unidos que finalizó con un resultado de 1-2 a favor del combinado serbio tras los goles de Luka Ilić y Veljko Simić para Serbia, y de Brandon Vazquez para el conjunto estadounidense.

## Clubes
| Club                 | País    | Año       | Partidos | Goles |
| -------------------- | ------- | --------- | -------- | ----- |
| FK IMT               | Serbia  | 2019-2022 | 39       | 1     |
| FK Voždovac Belgrado | Serbia  | 2022-2024 | 62       | 0     |
| Konyaspor            | Turquía | 2024-     | 21       | 0     |